# Арніка (пам'ятка природи)
А́рніка — ботанічна пам'ятка природи місцевого значення в Україні. Розташована в межах Путильського району Чернівецької області, між селами Шепіт і Сарата, на перевалі Семенчук. 
Площа 2 га. Статус надано згідно з рішенням 18-ї сесії обласної ради XXI скликання від 21.12.1993 року. Перебуває у віданні ДП «Путильський лісгосп» (Шепітське л-во, кв. 36, вид. 6). 
Статус надано для збереження популяції цінної лікарської рослини — арніки гірської, занесеної до Червоної книги України.